# Pequeño Belt
El Pequeño Belt («Lillebælt» en danés, que en español significa 'pequeño cinturón') es uno de los tres estrechos que conectan el estrecho del Kattegat (mar del Norte) con el mar Báltico, siendo los otros dos el Gran Belt y el  Oresund (conocidos conjuntamente como los estrechos daneses). 

## Geografía
El estrecho está localizado entre la costa oriental de Jutlandia y las islas danesas de Fionia (Fyn) y Langeland («tierra larga»). 
El Pequeño Belt tiene aproximadamente 50 km de largo y una anchura entre los 800 m y 28 km. La profundidad máxima es de unos 75 m. Hay numerosas islas en el estrecho, siendo las más importantes Als (321 km² y 57.272 hab. en 2006), Ærø (88 km² y 6.863 hab.), Bågø (6,23 km² y 32 hab.), Lyø (6 km² y 140 hab.), Årø (5,66 km²), Barsø (2,5 km² y 26 hab.), Fænø, Brandsø,  Torø, Helnæs.
Dos puentes cruzan el Pequeño Belt, el «Puente Antiguo del Pequeño Belt» (1935) y el «Puente Nuevo del Pequeño Belt» (Lillebæltsbro), finalizado en 1970, de 1700 m y con tres carriles por cada sentido de circulación.

## Historia
El 30 de enero de 1658 el rey sueco Carlos X Gustavo, venido de Polonia con un ejército de 9000 jinetes y 3000 de infantería, cruzó a pie el Pequeño Belt congelado por el hielo invernal. Llegado a la isla de Fionia, asoló Odense y después cruzó el Gran Belt. Después de haber abordado Sjælland el 11 de febrero, amenazaron directamente Copenhague. Tomado por sorpresa, el rey de Dinamarca y Noruega, Federico III de Dinamarca, se vio obligado a firmar el Tratado de Roskilde por el que las provincias antes danesas de Skåne, Halland y Blekinge, y la entonces provincia  noruega de Bohuslän, pasaron a pertenecer a Suecia. 
Es a este estrecho al que se refiere el primer verso de la canción del que solo la tercera estrofa es el himno oficial alemán, cuando dice que Alemania consiste geográficamente en: 

Desde el Mosa hasta el Memel,
Desde el Adigio hasta el Belt
Von der Maas bis an die Memel
Von der Etsch bis an den Belt

## Véase también

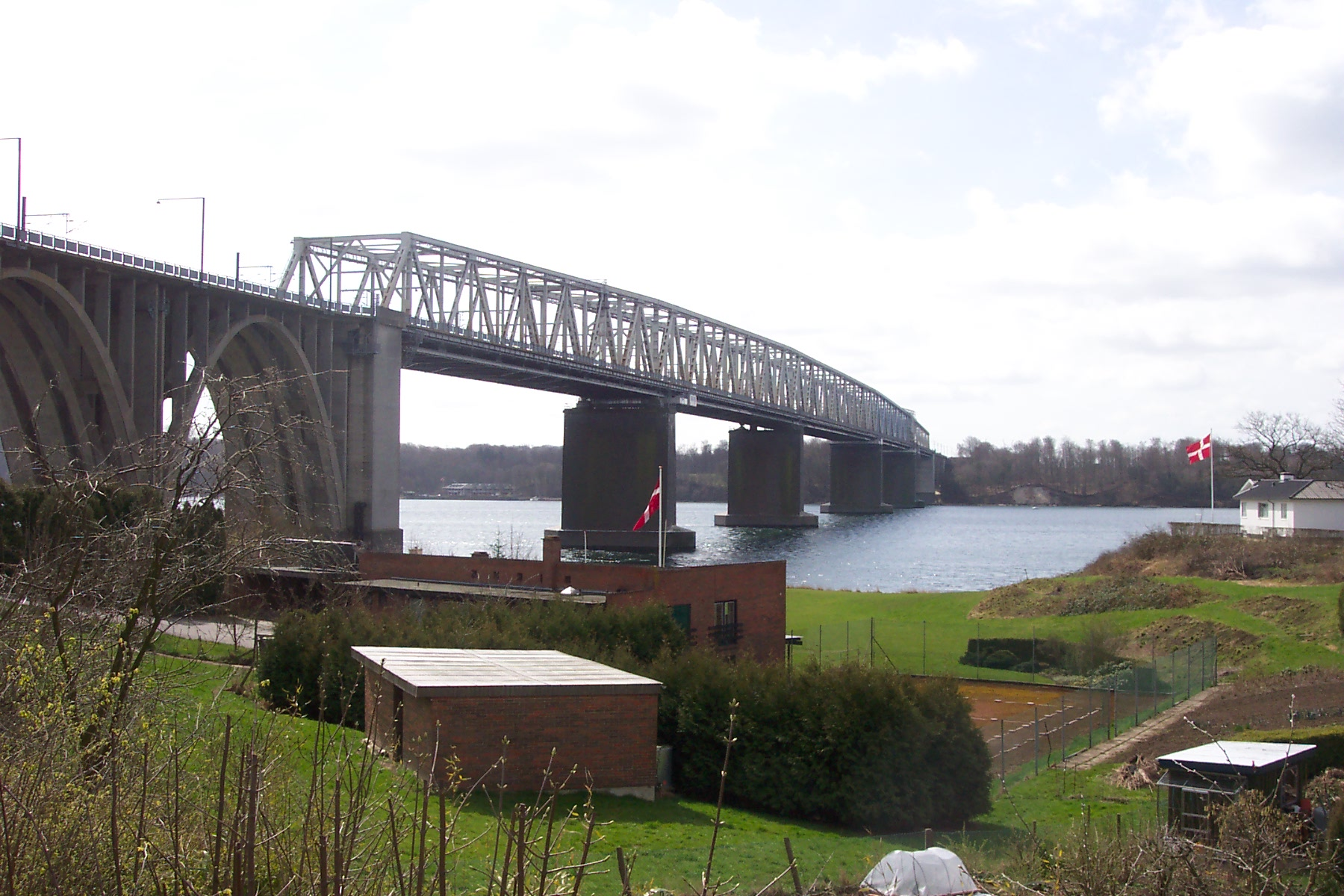
Puente Antiguo del Pequeño Belt (1935).

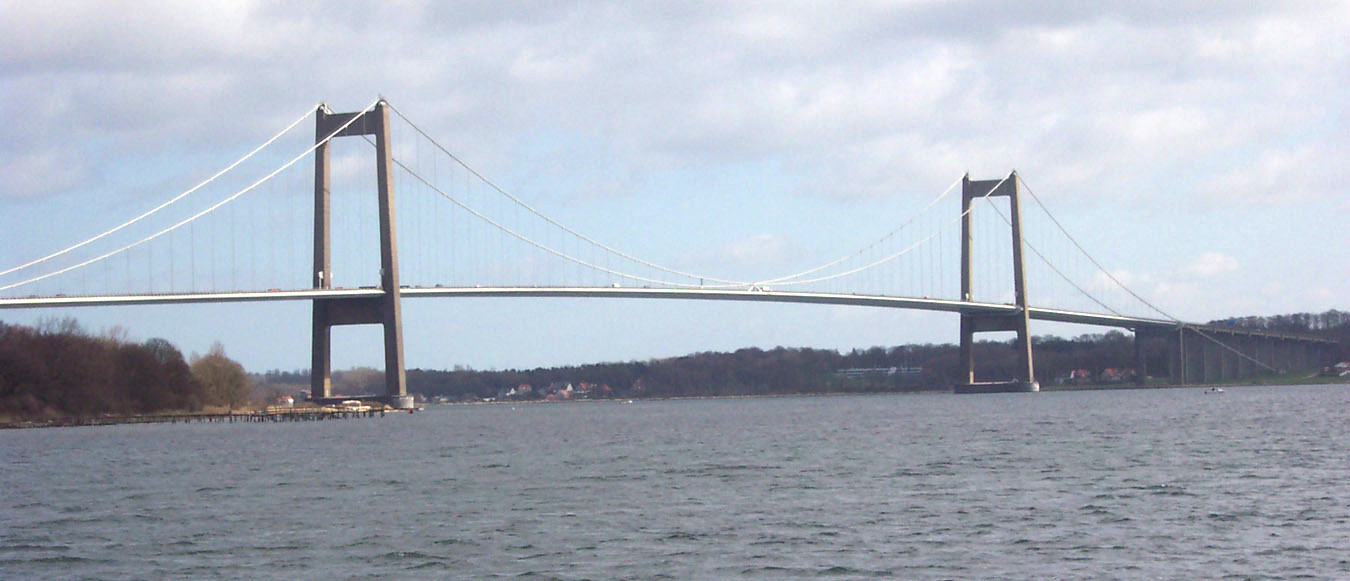
Puente Nuevo del Pequeño Belt (1970).

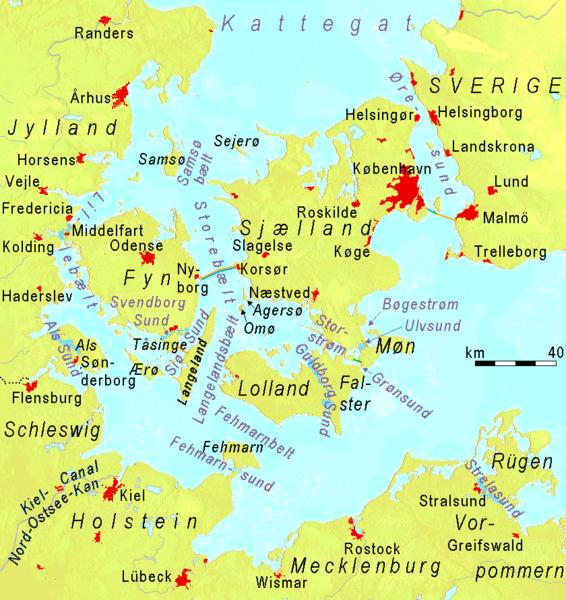
Mapa que muestra los estrechos daneses.